# 金沢市立金石中学校
金沢市立金石中学校（かなざわしりつ かないわちゅうがっこう、英語: Kanazawa Municipal Kanaiwa Junior High School）は、石川県金沢市金石東1丁目にある公立中学校。

## 沿革
- 1947年（昭和22年）
  - 4月1日 - 学制改革により金石町小学校（当時の所在地：金沢市金石御塩蔵町45番地[5]）内に金沢市立金石中学校として創立[2]。
  - 5月17日 - 開校式を挙げ、以後この日をもって開校記念日と定める[2]。
- 1952年（昭和27年）4月7日 - 校舎竣工に伴い、第2・3学年を収容。なお、金石町小学校に分校を設置（第1学年を収容）[2]。
- 1953年（昭和28年）2月12日 - 全生徒を校舎に収容し、金沢市金石本町ト33番地[6]（当時）の現在地に移転完了。なお、金石町分校を廃止[2]。
- 1956年（昭和31年）2月11日 - 校舎落成式を挙行[2]。校舎は木造2階建[7]。
- 1968年（昭和43年）9月1日[8] - 住居表示の実施に伴い、所在地の表記が変更され、金沢市金石東1丁目13番1号となる。
- 1974年（昭和49年）3月31日 - 生徒数増加に伴うプレハブ教室増設（1975年、1976年にも増設）[2]。
- 1980年（昭和55年）6月17日 - 新校舎竣工式[2]。
- 1982年（昭和57年）4月1日 - 校区の一部が金沢市立緑中学校創立により分離[2]。
- 1987年（昭和62年）5月17日 - 創立40周年事業として時計塔完成[2]。
- 1989年（平成元年）4月1日 - 校区の一部が金沢市立大徳中学校創立により分離[2]。
- 1994年（平成06年）3月31日 - プール全面改修工事完成[2]。
- 1997年（平成09年）4月1日 - 情緒障害特殊学級開設（2001年、2005年にも再度開級）[2]。
- 1999年（平成11年）10月7日 - さわやかトイレが竣工[2]。
- 2003年（平成15年）
  - 4月1日 - 知的障害特殊学級新設（2011年にも再度開級）[2]。
  - 9月4日 - 学校給食開始[2]。
- 2004年（平成16年）4月1日 - 2学期制開始[2]。
- 2007年（平成19年）
  - 4月1日 - 肢体不自由特別支援学級が開級[2]。
  - 7月6日 - 創立60周年記念式典挙行[2]。
- 2014年（平成26年）4月1日
  - 3学期制に移行[9]。
  - ユネスコスクール加盟校認定[2]。
- 2017年（平成29年）5月17日 - 創立70周年記念式典挙行[2]。

## 通学区域
金石町小学校通学町、大野町小学校通学町、木曳野小学校通学町（畝田町チ、畝田中1丁目、畝田中2丁目、畝田中3丁目、畝田中4丁目、畝田西1丁目、畝田西2丁目、畝田西3丁目、畝田西4丁目、木曳野2丁目、観音堂町を除く。）

## 部活

### 運動部
- 陸上競技（男子）
- バレーボール（女子）
- バスケットボール（男子）
- 卓球（男子）
- 卓球（女子）
- ソフトテニス（女子）
- 野球
- ソフトボール（女子）
- サッカー

### 文化部
- 吹奏楽
- 放送
- 美術
- 科学

## 主な卒業生
- 角野達洋（北陸放送元アナウンサー）
- 下沢佳充（政治家、石川県議会議員）[11]